# Championnats pan-pacifiques 2014
Navigation
Édition précédente Édition suivante
La douzième édition des Championnats pan-pacifiques se déroule du 21 au 25 août 2014 à Gold Coast en Australie. Déjà hôte de l'édition 2014 des Championnats d'Australie en mars, le Gold Coast Aquatics Centre dans lequel se disputera les épreuves de natation des Jeux du Commonwealth 2018 accueille pour la première fois l'événement quadriennal en ce qui concerne les quarante épreuves de natation sportive tandis que la nage en eau libre se déroule à ??.
En plus des quatre pays fondateurs que sont l'Australie organisatrice de l'événement pour la quatrième fois, les États-Unis, le Canada et le Japon, l'ensemble des pays non membres de la Ligue européenne de natation peuvent participer à cette compétition. C'est ainsi que vingt-trois pays présentent une délégation qui ne peut excéder soixante nageurs à Gold Coast.
Les pays participant à cette édition 2014 sont donc l'Afrique du Sud, l'Argentine, l'Australie, le Brésil, le Canada, le Chili, la Chine, la Corée du Sud, l'Équateur, les États-Unis, Hong Kong, le Japon, les Îles Caïman, la Nouvelle-Zélande, la Papouasie-Nouvelle-Guinée, le Pérou, les Philippines, Singapour, Taïwan (concourant sous la dénomination Chinese Taipei), Trinité-et-Tobago, la Tunisie, le Venezuela et le Zimbabwe.
Parrainée par l'entreprise Hancock Prospecting qui accole sa marque à la dénomination officielle des championnats (2014 Hancock Prospecting Pan Pacific Swimming Championships), la compétition est organisée par l'instance australienne suprême de la natation, Swimming Australia.

## Podiums

### Nage en eau libre
| Épreuves        | Or                           | Argent                     | Bronze                        |
| --------------- | ---------------------------- | -------------------------- | ----------------------------- |
| 10 km dames     | Haley Anderson 1 h 59 min 51 | Eva Fabian 1 h 59 min 52   | Chelsea Gubecka 1 h 59 min 54 |
| 10 km messieurs | Andrew Gemmell 1 h 51 min 11 | Jarrod Poort 1 h 52 min 12 | Kane Radford 1 h 52 min 13    |

### Natation sportive

#### Femmes
| Épreuves               | Or | Argent | Bronze |
| Nage libre             | Nage libre | Nage libre | Nage libre |
| ---------------------- | --- | --- | --- |
| 50 m                   | Cate Campbell 23 s 96 (RC) | Bronte Campbell 24 s 56 | Chantal Van Landeghem 24 s 69 |
| 100 m                  | Cate Campbell 52 s 72 (RC) | Bronte Campbell 53 s 45 | Simone Manuel 53 s 71 |
| 200 m                  | Katie Ledecky 1 min 55 s 74 (RC) | Bronte Barratt 1 min 57 s 22 | Shannon Vreeland 1 min 57 s 38 |
| 400 m                  | Katie Ledecky 3 min 58 s 37 (RM) | Cierra Runge 4 min 04 s 55 | Lauren Boyle 4 min 05 s 33 |
| 800 m                  | Katie Ledecky 8 min 11 s 35 (RC) | Lauren Boyle 8 min 18 s 87 | Brittany MacLean 8 min 20 s 02 |
| 1 500 m                | Katie Ledecky 15 min 28 s 36 (RM) | Lauren Boyle 15 min 55 s 69 | Brittany MacLean 15 min 57 s 15 |
| Dos                    | | | |
| 100 m                  | Emily Seebohm 58 s 84 (RC) | Belinda Hocking 59 s 78 | Missy Franklin 1 min 00 s 30 |
| 200 m                  | Belinda Hocking 2 min 07 s 49 | Emily Seebohm 2 min 07 s 61 | Elizabeth Beisel 2 min 08 s 33 |
| Brasse                 | | | |
| 100 m                  | Jessica Hardy 1 min 06 s 74 | Kanako Watanabe 1 min 06 s 78 | Breeja Larson 1 min 06 s 99 |
| 200 m                  | Kanako Watanabe 2 min 21 s 41 | Rie Kaneto 2 min 21 s 90 | Taylor McKeown 2 min 22 s 89 |
| Papillon               | | | |
| 100 m                  | Alicia Coutts 57 s 64 | Lu Ying 57 s 76 | Kendyl Stewart 57 s 82 |
| 200 m                  | Cammile Adams 2 min 06 s 61 | Natsumi Hoshi 2 min 06 s 68 | Katie McLaughlin 2 min 07 s 08 |
| Quatre nages           | | | |
| 200 m                  | Maya DiRado 2 min 09 s 93 (RC) | Alicia Coutts 2 min 10 s 25 | Caitlin Leverenz 2 min 10 s 67 |
| 400 m                  | Elizabeth Beisel 4 min 31 s 99 (RC) | Maya DiRado 4 min 35 s 37 | Kerin McMaster 4 min 38 s 84 |
| Relais                 | | | |
| 4 × 100 m nage libre   | Australie Cate Campbell (52 s 89) Brittany Elmslie (53 s 72) Melanie Schlanger (52 s 97) Bronte Campbell (52 s 87) 3 min 32 s 46 (RC)                  | États-Unis Simone Manuel (53 s 25) Missy Franklin (53 s 38) Abbey Weitzeil (53 s 81) Shannon Vreeland (53 s 79) 3 min 34 s 23                         | Japon Miki Uchida (54 s 76) Misaki Yamaguchi (54 s 83) Yasuko Miyamoto (55 s 05) Yayoi Matsumoto (54 s 42) 3 min 39 s 06                              |
| 4 × 200 m nage libre   | États-Unis Shannon Vreeland (1 min 57 s 89) Missy Franklin (1 min 56 s 12) Leah Smith (1 min 58 s 03) Katie Ledecky (1 min 54 s 36) 7 min 46 s 40 (RC) | Australie Bronte Barratt (1 min 58 s 07) Emma McKeon (1 min 55 s 85) Brittany Elmslie (1 min 56 s 92) Melanie Schlanger (1 min 56 s 63) 7 min 47 s 47 | Canada Brittany MacLean (1 min 57 s 67) Samantha Cheverton (1 min 58 s 70) Alyson Ackman (2 min 00 s 14) Emily Overholt (2 min 01 s 52) 7 min 58 s 03 |
| 4 × 100 m quatre nages | Australie Emily Seebohm (59 s 44) Lorna Tonks (1 min 07 s 44) Alicia Coutts (56 s 76) Cate Campbell (51 s 85) 3 min 55 s 49                            | États-Unis Missy Franklin (59 s 99) Jessica Hardy (1 min 06 s 35) Kendyl Stewart (57 s 62) Simone Manuel (53 s 45) 3 min 57 s 41                      | Canada Brooklynn Snodgrass (1 min 00 s 48) Kierra Smith (1 min 08 s 09) Katerine Savard (57 s 46) Chantal Van Landeghem (53 s 82) 3 min 59 s 85       |

#### Hommes
| Épreuves               | Or | Argent | Bronze |
| Nage libre             | Nage libre | Nage libre | Nage libre |
| ---------------------- | --- | --- | --- |
| 50 m                   | Bruno Fratus 21 s 44 (RC) | Anthony Ervin 21 s 73 | Nathan Adrian 21 s 80 |
| 100 m                  | Cameron McEvoy 47 s 82 (RC) | Nathan Adrian 48 s 30 | James Magnussen 48 s 36 |
| 200 m                  | Thomas Fraser-Holmes 1 min 45 s 98 | Kosuke Hagino 1 min 46 s 02 | Cameron McEvoy 1 min 46 s 36 |
| 400 m                  | Park Tae-hwan 3 min 43 s 15 | Kosuke Hagino 3 min 44 s 56 | Connor Jaeger 3 min 45 s 31 |
| 800 m                  | Ryan Cochrane 7 min 45 s 39 | Mack Horton 7 min 47 s 73 | Connor Jaeger 7 min 47 s 75 |
| 1 500 m                | Connor Jaeger 14 min 51 s 79 | Ryan Cochrane 14 min 51 s 97 | Mack Horton 14 min 52 s 78 |
| Dos                    | | | |
| 100 m                  | Ryōsuke Irie 53 s 02 (RC) | Matt Grevers 53 s 09 | Ryan Murphy 53 s 27 |
| 200 m                  | Tyler Clary 1 min 54 s 91 | Ryōsuke Irie 1 min 55 s 14 | Mitch Larkin 1 min 55 s 27 |
| Brasse                 | | | |
| 100 m                  | Yasuhiro Koseki 59 s 62 | Felipe França Silva 59 s 82 | Glenn Snyders 1 min 00 s 18 |
| 200 m                  | Yasuhiro Koseki 2 min 08 s 57 | Nicolas Fink 2 min 08 s 94 | Kazuki Kohinata 2 min 10 s 14 |
| Papillon               | | | |
| 100 m                  | Michael Phelps 51 s 29 | Ryan Lochte 51 s 67 | Hirofumi Ikebata 52 s 50 |
| 200 m                  | Daiya Seto 1 min 54 s 92 | Leonardo de Deus 1 min 55 s 28 | Tyler Clary 1 min 55 s 42 |
| Quatre nages           | | | |
| 200 m                  | Kosuke Hagino 1 min 56 s 02 | Michael Phelps 1 min 56 s 04 | Daiya Seto 1 min 57 s 72 |
| 400 m                  | Kosuke Hagino 4 min 08 s 31 | Tyler Clary 4 min 09 s 03 | Chase Kalisz 4 min 09 s 62 |
| Relais                 | | | |
| 4 × 100 m nage libre   | Australie Tommaso D'Orsogna (49 s 29) James Magnussen (47 s 68) Matthew Abood (48 s 23) Cameron McEvoy (47 s 60) 3 min 12 s 80              | États-Unis Michael Phelps (48 s 88) Nathan Adrian (47 s 71) Anthony Ervin (48 s 57) Ryan Lochte (48 s 20) 3 min 13 s 36                  | Brésil João de Lucca (49 s 05) Marcelo Chierighini (47 s 91) Bruno Fratus (48 s 00) Nicolas Oliveira (48 s 63) 3 min 13 s 59                         |
| 4 × 200 m nage libre   | États-Unis Conor Dwyer (1 min 47 s 08) Michael Phelps (1 min 46 s 08) Ryan Lochte (1 min 45 s 57) Matt McLean (1 min 46 s 44) 7 min 05 s 17 | Japon Kosuke Hagino (1 min 46 s 13) Reo Sakata (1 min 45 s 78) Yuki Kobori (1 min 46 s 81) Takeshi Matsuda (1 min 46 s 58) 7 min 05 s 30 | Australie David McKeon (1 min 46 s 85) Cameron McEvoy (1 min 48 s 12) Mack Horton (1 min 47 s 06) Thomas Fraser-Holmes (1 min 46 s 52) 7 min 08 s 55 |
| 4 × 100 m quatre nages | États-Unis Matt Grevers (53 s 10) Kevin Cordes (58 s 64) Michael Phelps (50 s 60) Nathan Adrian (47 s 60) 3 min 29 s 94                     | Japon Ryosuke Irie (52 s 99) Yasuhiro Koseki (59 s 52) Hirofumi Ikebata (51 s 81) Katsumi Nakamura (47 s 76) 3 min 32 s 08               | Australie Mitch Larkin (53 s 46) Jake Packard (1 min 00 s 02) Tommaso D'Orsogna (52 s 34) Cameron McEvoy (47 s 63) 3 min 33 s 45                     |

## Tableau des médailles
| Rang  | Nation           | Or | Argent | Bronze | Total |
| ----- | ---------------- | -- | ------ | ------ | ----- |
| 1     | États-Unis       | 14 | 12     | 14     | 40    |
| 2     | Australie        | 10 | 7      | 9      | 26    |
| 3     | Japon            | 7  | 8      | 4      | 19    |
| 4     | Brésil           | 1  | 2      | 1      | 4     |
| 5     | Canada           | 1  | 1      | 5      | 7     |
| 6     | Corée du Sud     | 1  |        |        | 1     |
| 7     | Nouvelle-Zélande |    | 2      | 2      | 4     |
| Total | Total            | 34 | 34     | 34     | 102   |